# فنلینگ وای
فنلینگ وای (به لاتین: Fanling Wai) یک منطقهٔ مسکونی در چین است که در منطقه شمال، هنگ کنگ واقع شده‌است.